# Gazellevirksomhed
Gazellevirksomhed er en betegnelse for en hurtigt-voksende virksomhed som minimum har fordoblet sin omsætning over en fireårig periode. Udtrykket udspringer fra den amerikanske Økonom David L. Birchs inddeling af virksomheder i "mus" (små, ofte enkeltmandsvirksomheder med lav eller ingen vækst), "elefanter" (store virksomheder med stor omsætning, men lav vækst) og "gazeller" (mellemstore virksomheder med høj vækst).
Den årlige kåring sker på baggrund af gazelleundersøgelsen, som er blevet udarbejdet af Dagbladet Børsen siden 1995. Formålet med undersøgelsen er at identificere de hurtigst voksende virksomheder i Danmark, målt på omsætning eller, hvis det ikke er oplyst, på bruttoresultat.
Gazellekåringen foregår hvert år og tager udgangspunkt i virksomhedernes årsregnskaber fire år forinden. Kåringen er således et udtryk for virksomhedens vækst op til titelåret. Gazellerne i 2013 er således kåret ud fra deres regnskaber i 2009, 2010, 2011 og 2012, af kreditvurderingsfirmaet Bisnode A/S.
Fra 1995 til 2013 har Dagbladet Børsen i alt kåret 14.610 gazellevirksomheder. Cirka 5.300 af disse virksomheder er blevet kåret mere end én gang.[kilde mangler]
Dansk Vindenergi var i 2011 otte år i træk kåret som gazellevirksomhed.
I undersøgelsen indgår kun aktieselskaber (A/S) og anpartsselskaber (ApS) som minimum har offentliggjort fire hele årsregnskaber. Nogle brancher udelades fra undersøgelsen, heriblandt offentligt drevne selskaber, store dele af den finansielle sektor samt holdingselskaber.

## Krav[3]
- Selskabstype: A/S eller ApS.
- Størrelse: Minimum 1 mio. kr. i omsætning eller 0,5 mio. kr. i bruttoresultat.
- Regnskabsperiode: 
  - Fire hele årsregnskaber offentliggjort.
  - Regnskabsperioder på under 12 måneder i udgangsåret frasorteres.
  - Regnskabsperioder på over 12 måneder i slutåret frasorteres.
- Branche: Forskellige brancher frasorteres (se note).
- I hvert regnskabsår skal der være positiv vækst i omsætning eller bruttoresultat, hvis omsætningen ikke er oplyst.
- Summen af det primære resultat, over den fireårige periode, skal være positivt.
- Omsætningen eller, hvis ikke oplyst, bruttoresultatet skal være mindst fordoblet i løbet af de seneste fire år.

## Frasorterede brancher
(Branchekoder i overensstemmelse med Danmarks Statistiks brancheinddeling, DB07)
- Finansielle institutioner (64) frasorteres, på nær pengeinstitutter (64.1)
- Forsikringsvirksomhed (65) frasorteres
- Hjælpetjenester ifm. finansierings- og forsikringsvirksomhed (66) frasorteres
- Virksomhed ifbm. fast ejendom (68) frasorteres, på nær ejendomsmægler (68.31)
- Hovedsæders virksomhed (70.1) frasorteres
- Offentlig forvaltning, forsvar og socialforsikring (84) frasorteres
- Førskoleundervisning (85.1), Folke- og specialeskoler (85.2), Gymnasier og erhvervsfaglige skoler (85.3), og Videregående uddannelsesinstitutioner (85.4) frasorteres
- Sundhedsvæsen og sociale foranstaltninger (86) frasorteres
- Institutionsophold (87) frasorteres
- Sociale foranstaltninger uden institutionsophold (88) frasorteres
- Organisationer og foreninger (94) frasorteres
- Internationale organisationer (99) frasorteres